# Pandémie de Covid-19 au Botswana
La pandémie de Covid-19 au Botswana démarre officiellement le 30 mars 2020. À la date du 14 janvier 2024, le bilan est de 2 801 morts.

## Chronologie
Le 30 mars 2020, trois cas sont attestés sur le territoire. Cinq jours plutôt, une femme de 78 ans meurt à Ramotswa et est soupçonnée d'avoir la maladie. Plusieurs jours après sa mort, le test Covid-19 est positif, ce qui en fait le quatrième cas. Toutes les personnes ayant été en contact avec la femme furent testées, dont une fut positive.
Le virus se répand dans la population locale mais aussi par des étrangers venus d'Europe.
Le 12 juillet, le nombre de cas confirmés s'élève à 399. Le nombre de morts, lui, reste à un. 38 personnes sont guéries.

### Cas confirmés
- 30 mars : les trois premiers cas sont confirmés.
- 31 mars : la femme de 78 ans décédée six jours plus tôt est testée positive posthumément.
- 5 avril : deux nouveaux cas sont confirmés.
- 9 avril : sept nouveaux cas confirmés sont attestés, portant le total à treize cas confirmés sur le territoire.
- 16 avril : deux nouveaux cas sont confirmés.
- 19 avril : cinq nouveaux cas sont confirmés, portant le nombre total à vingt cas confirmés dont un mort.
- 22 avril : deux nouveaux cas sont confirmés.
- 28 avril : un nouveau cas est confirmé.
- 11 mai : un nouveau cas est confirmé[4].
- 17 mai : un nouveau cas est confirmé[5].
- 21 mai : quatre nouveaux cas sont confirmés.
- 22 mai : un nouveau cas est confirmé, portant le nombre total de cas confirmés àtrente dont un mort.
- 24 mai : cinq nouveaux cas sont confirmés.
- 1er juin : trois nouveaux cas sont confirmés.
- 2 juin : deux nouveaux cas sont confirmés, portant le total de cas confirmés à quarante dont un mort.
- 8 juin : deux nouveaux cas sont confirmés.
- 10 juin : six nouveaux cas sont confirmés.
- 13 juin : souze nouveaux cas sont confirmés, portant le total de cas confirmés à soixante dont un mort. C'est la première fois depuis le début de l'épidémie au Botswana que le nombre de cas confirmés journalier dépasse la dizaine.
- 17 juin : 19 nouveaux cas sont confirmés.
- 19 juin : dix nouveaux cas sont confirmés.
- 24 juin : trois nouveaux cas sont confirmés.
- 29 juin : 83 nouveaux cas sont confirmés, portant le total de cas confirmés à 175 dont un mort. Le Botswana atteint la barre symbolique des cent cas.
- 30 juin : 52 nouveaux cas sont confirmés, portant le total de cas confirmés à 227 dont un mort[6].
- 3 juillet : cinquante nouveaux cas sont confirmés.
- 6 juillet : 37 nouveaux cas sont confirmés, portant le total de cas confirmés à 314 dont un mort.
- 12 juillet : 85 nouveaux cas sont confirmés, portant le total de cas confirmés à 399 dont un mort. C'est le plus grand nombre de cas confirmés journalier jusqu'à ce jour.
- En juillet, il y avait 667 nouveaux cas et un décès, portant le nombre de cas à 894 dont deux décès.
- En août, il y avait 830 nouveaux cas et quatre décès, portant le nombre de cas à 1 724 dont six décès.
- En septembre, il y avait 1 448 nouveaux cas et dix décès, portant le nombre de cas à 3 172 dont seize décès[7].
- En octobre, il y avait 3 470 nouveaux cas et huit décès, portant le nombre de cas à 6 642 dont vingt-quatre décès[8].
- En novembre, il y avait 4 100 nouveaux cas et sept décès, portant le nombre de cas à 10 742 dont trente et un décès.
- En décembre 2020, il y avait 4 135 nouveaux cas et onze décès, portant le nombre de cas à 14 877 dont quarante-deux décès[9].
- En janvier 2021 il y avait 7 861 nouveaux cas et 106 décès, portant le nombre de cas à 22 738 dont 148 décès.
- En février, il y avait 7 989 nouveaux cas et 184 décès, portant le nombre de cas à 30 727 dont 332 décès[10].
- En mars, il y avait 10 151 nouveaux cas et 259 décès, portant le nombre de cas à 40 878 dont 591 décès[11].
- En avril, il y avait 9 455 nouveaux cas et 133 décès, portant le nombre de cas à 50 333 dont 724 décès.
- En mai, il y avait 8 431 nouveaux cas et 142 décès, portant le nombre de cas à 58 764 dont 866 décès[12].
- En juin, il y avait 12 679 nouveaux cas et 292 décès, portant le nombre de cas à 71 443 dont 1 158 décès.
- En juillet, il y avait 51 141 nouveaux cas et 546 décès, portant le nombre de cas à 122 574 dont 1 704 décès[13].
- En août, il y avait 36 743 nouveaux cas et 572 décès, portant le nombre de cas à 159 317 dont 2 276 décès[14].
- En septembre, il y avait 20 880 nouveaux cas et 98 décès, portant le nombre de cas à 180 197 dont 2 374 décès.
- En octobre, il y avait 12 738 nouveaux cas et 33 décès, portant le nombre de cas à 192 935 dont 2 407 décès[15].
- En novembre, il y avait 2 367 nouveaux cas et douze décès, portant le nombre de cas à 195 302 dont 2 419 décès[16].
- En décembre 2021, il y avait 26 751 nouveaux cas et 33 décès, portant le nombre de cas à 222 053 dont 2 452 décès[17].
- En janvier 2022, il y avait 33 988 nouveaux cas et 133 décès, portant le nombre de cas à 256 041 dont 2 585 décès[18].
- En février 2022, il y avait 7 909 nouveaux cas et 34 décès, portant le nombre de cas à 263 950 dont 2 619 décès.
- En mars 2022, il y avait 41 576 nouveaux cas et 67 décès, portant le nombre de cas à 305 526 dont 2 686 décès.
- En avril 2022, il y avait 548 nouveaux cas et trois décès, portant le nombre de cas à 306 074 dont 2 689 décès.
- En mai 2022, il y avait 2 052 nouveaux cas et huit décès, portant le nombre de cas à 308 126 dont 2 697 décès.
- En juin 2022, il y avait 14 643 nouveaux cas et 53 décès, portant le nombre de cas à 322 769 dont 2 750 décès[19].
- En juillet 2022, il y avait 2 701 nouveaux cas et 20 décès, portant le nombre de cas à 325 470 dont 2 770 décès[20].
- En août 2022, il y avait 441 nouveaux cas et 8 décès, portant le nombre de cas à 325 911 dont 2 778 décès.
- En septembre 2022, il y avait 398 nouveaux cas et 3 décès, portant le nombre de cas à 326 309 dont 2 781 décès.
- En octobre 2022, il y avait 83 nouveaux cas et deux décès, portant le nombre de cas à 326 392 dont 2 783 décès.
- En novembre 2022 il y avait 368 nouveaux cas et deux décès, portant le nombre de cas à 326 760 dont 2 785 décès.
- En décembre 2022, il y avait 1 430 nouveaux cas et 9 décès, portant le nombre de cas à 328 190 dont 2 794 décès[21].
- En 2023 il y avait 2 219 nouveaux cas et 6 décès, portant le nombre de cas à 330 409 dont 2 800 décès[22].

## Statistiques

Nombre de cas au Botswana depuis le début de l'épidémie.

Nombre de morts au Botswana depuis le début de l'épidémie.

## Prévention

Port du masque.
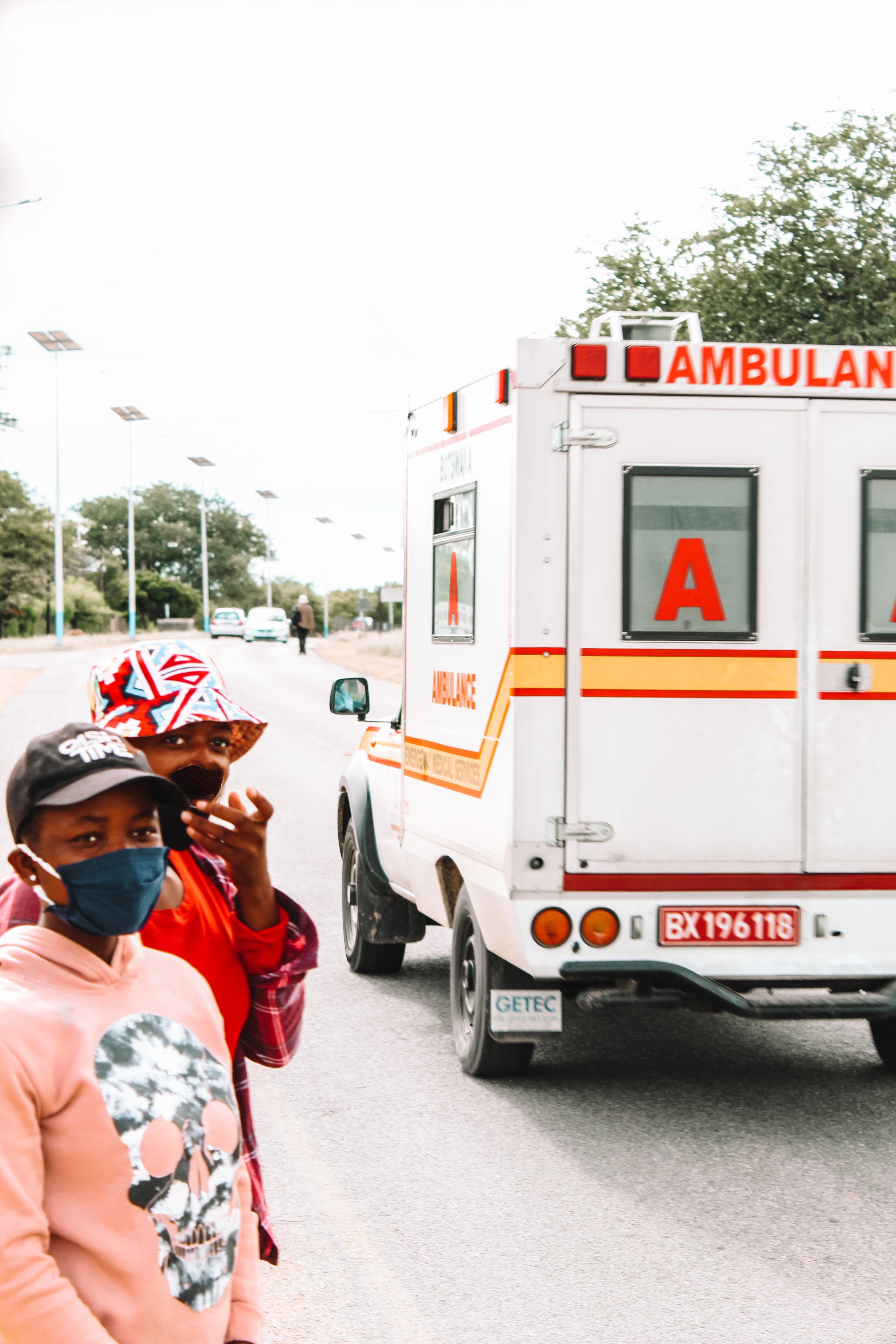
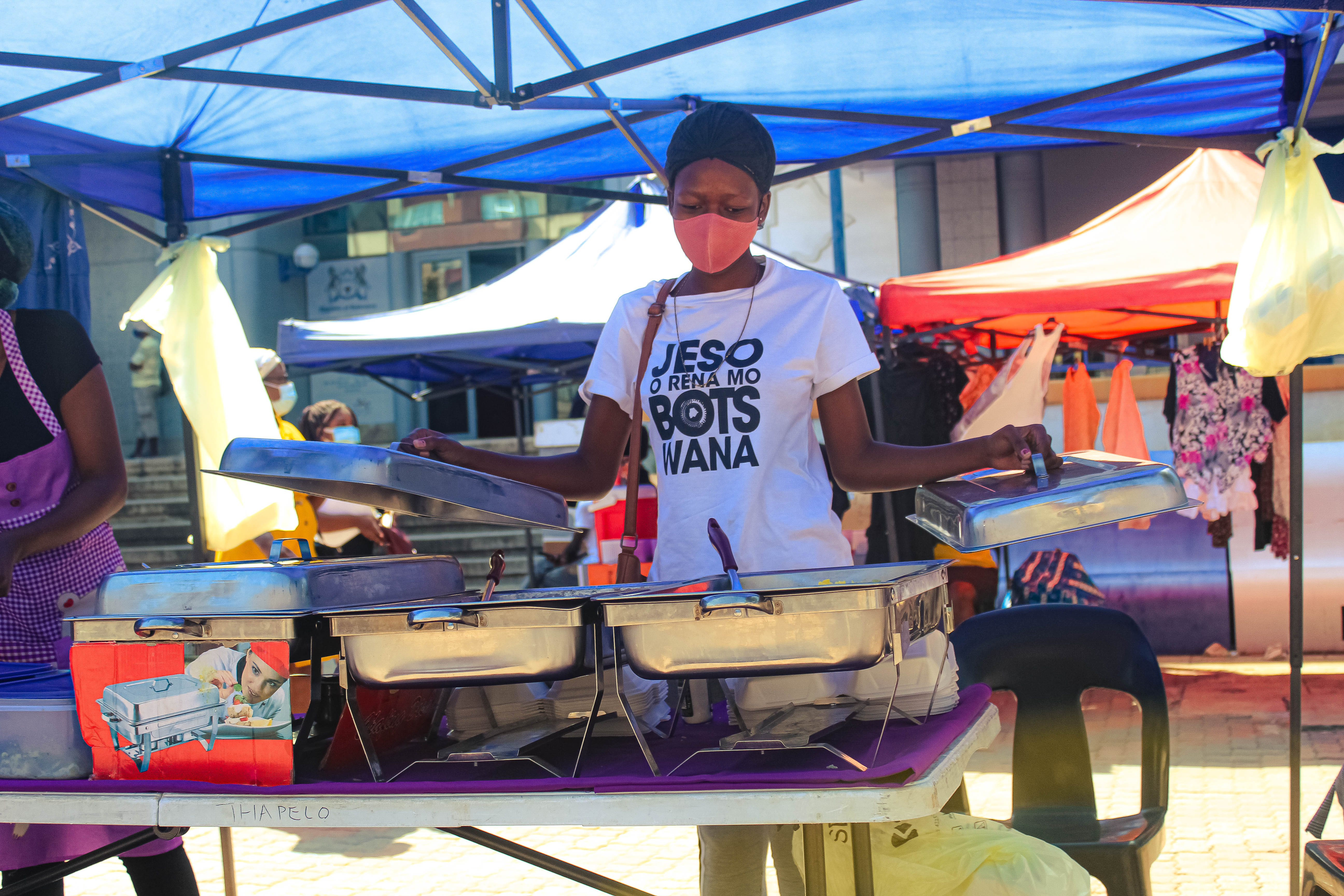
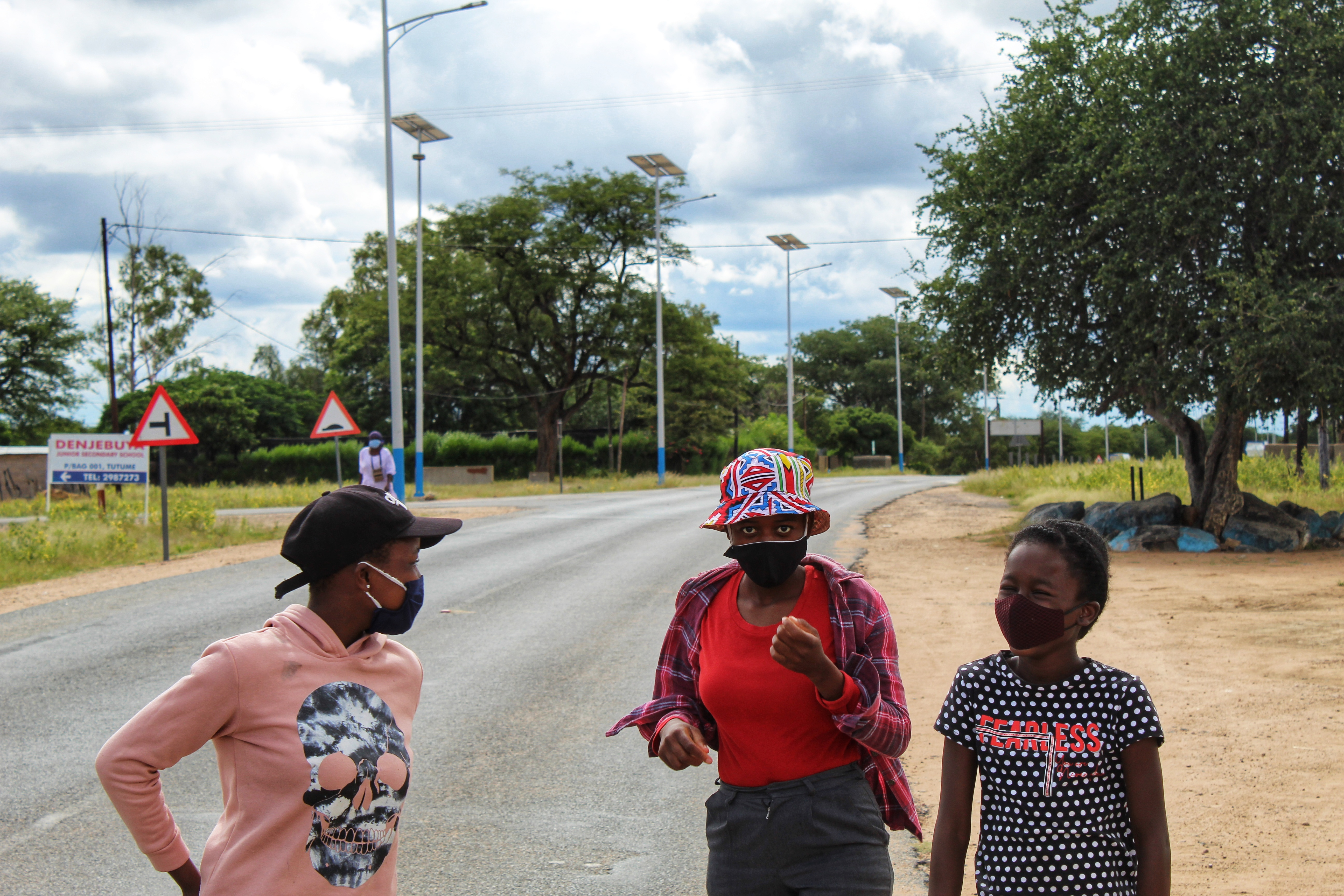
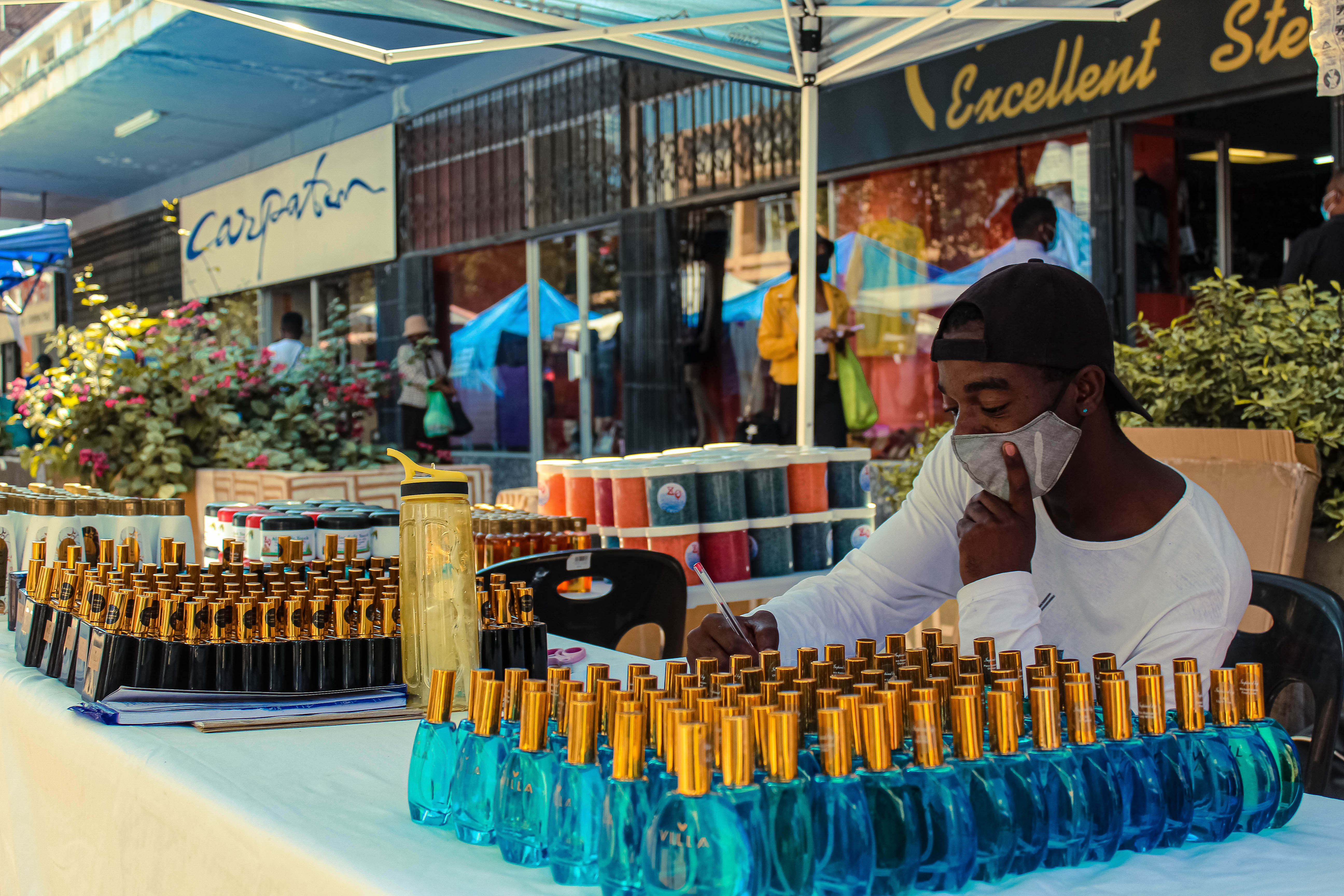
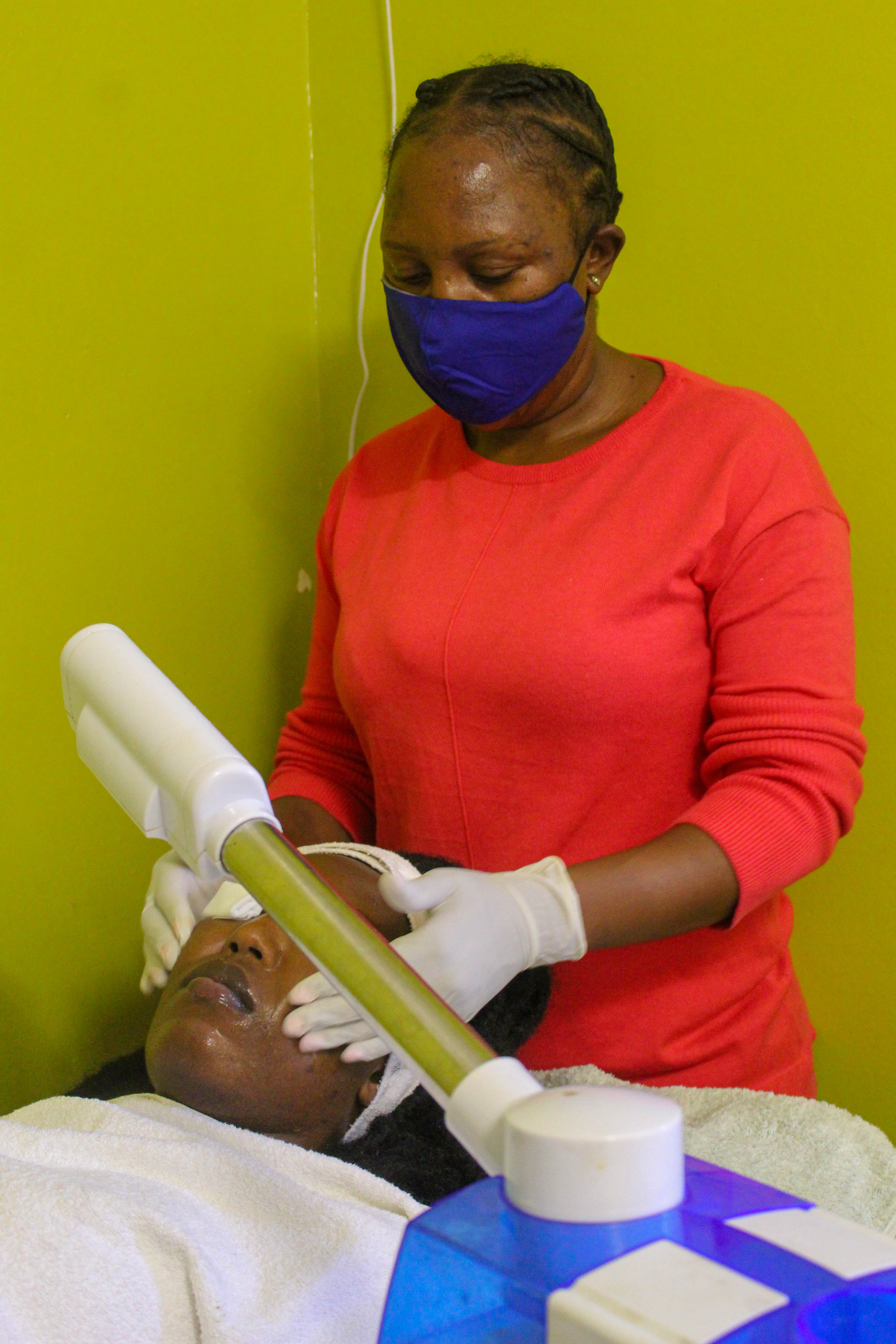